# Kim Kuk-tae
Đây là một tên người Triều Tiên, họ là Kim.
Kim Kuk-tae (tiếng Hàn Quốc: 김국태; sinh ngày 27 tháng 8 năm 1924 — mất ngày 13 tháng 12 năm 2013) là cựu lãnh đạo cấp cao của Đảng Lao động Triều Tiên, nguyên Ủy viên Bộ Chính trị, nguyên Chủ tịch Ủy ban Thanh tra Trung ương Đảng Lao động Triều Tiên.

## Tiểu sử
Kim Kuk-tae sinh ngày 27 tháng 8 năm 1924 ở tỉnh Hamgyong Bắc là con trai trưởng của Kim Chaek, một tướng lĩnh và chính trị gia Bắc Triều Tiên, nguyên Phó Thủ tướng. Kim Kuk-tae từng học tập tại Học viện Cách mạng Vạn Cảnh Đài (万景台革命学院); Đại học Tổng hợp Kim Il-sung và tốt nghiệp Trường Đảng cao cấp Kim Il-sung, đồng thời Kim Kuk-tae cũng từng du học tại Liên Xô. Kim Kuk-tae bắt đầu làm việc trong Đảng Lao động Triều Tiên từ cuối những năm 1940.
Tháng 8 năm 1963, Kim Kuk-tae được phong quân hàm Trung tướng. Tháng 2 năm 1968, Kim Kuk-tae được bổ nhiệm làm Phó Cục trưởng Tổng cục Chính trị Quân đội Nhân dân Triều Tiên. Tháng 5 năm 1968, tại hội nghị toàn thể Trung ương Đảng lần thứ 6, Đảng Lao động Triều Tiên lần thứ 4, Kim Kuk-tae được bầu làm Ủy viên dự khuyết Ủy ban Trung ương Đảng Lao động Triều Tiên (WPK).
Tháng 2 năm 1968 đến tháng 10 năm 1971, Kim Kuk-tae đảm nhiệm chức vụ Trưởng ban ban Tuyên truyền Cổ động Trung ương Đảng Lao động Triều Tiên. Tháng 11 năm 1970, tại Đại hội Đảng Lao động Triều Tiên lần thứ 5, Kim Kuk-tae được bầu làm Ủy viên Ủy ban Trung ương Đảng Lao động Triều Tiên.
Tháng 10 năm 1971 đến tháng 6 năm 1976, Kim Kuk-tae được phân công đảm nhiệm chức vụ Trưởng ban ban Văn hóa Nghệ thuật Trung ương Đảng Lao động Triều Tiên.
Tháng 6 năm 1976 đến tháng 2 năm 1983, Kim Kuk-tae được phân công giữ chức Hiệu trưởng trường Đảng cao cấp Kim Il-sung Đảng Lao động Triều Tiên. Tháng 10 năm 1980, tại Đại hội Đảng Lao động Triều Tiên lần thứ 6, Kim Kuk-tae được bầu tái đắc cử Ủy viên Ủy ban Trung ương Đảng Lao động Triều Tiên. Tháng 4 năm 1982, Kim Kuk-tae được phong tặng Huân chương Kim Il-sung.
Tháng 3 năm 1983 đến tháng 8 năm 1984, Kim Kuk-tae được tái bổ nhiệm làm Trưởng ban Ban Tuyên truyền Cổ động Trung ương Đảng Lao Triều Tiên.
Tháng 8 năm 1984 đến tháng 6 năm 1985, Kim Kuk-tae đảm nhiệm chức vụ Trưởng ban Ban Giáo dục Trung ương Đảng Lao động Triều Tiên.
Tháng 6 năm 1985 đến tháng 5 năm 1990, Kim Kuk-tae được phân công đảm nhiệm chức vụ Trưởng ban Ban Cán bộ Trung ương Đảng Lao động Triều Tiên. Tháng 5 năm 1990, Kim Kuk-tae được tái bổ nhiệm giữ chức Hiệu trưởng trường Đảng cao cấp Kim Il-sung Đảng Lao động Triều Tiên.
Tháng 11 năm 1992, tại hội nghị toàn thể lần thứ 20, Đảng Lao động Triều Tiên lần thứ 6, Kim Kuk-tae được bầu làm Bí thư Ban Bí thư Trung ương Đảng Lao động Triều Tiên. Tháng 1 năm 1993, Kim Kuk-tae được tái bổ nhiệm giữ chức vụ Trưởng ban Ban Cán bộ Trung ương Đảng Lao động Triều Tiên, chủ quản công tác cán bộ.
Tháng 9 năm 1998, Kim Kuk-tae được phân công kiêm nhiệm Chủ tịch Ủy ban thẩm tra tư cách đại biểu Hội nghị Nhân dân Tối cao Triều Tiên. Tháng 9 năm 2003, Kim Kuk-tae được bầu tái cử lần thứ 7, với tư cách là Đại biểu Hội nghị Nhân dân Tối cao Triều Tiên, trước đó, ông được bầu làm Đại biểu tại các kỳ bầu cử tháng 11 năm 1967, tháng 12 năm 1972, tháng 2 năm 1982, tháng 11 năm 1986, tháng 4 năm 1990 và tháng 9 năm 1998.
Ngày 28 tháng 9 năm 2010, Hội nghị toàn quốc Trung ương Đảng Lao động Triều Tiên lần thứ 3 được tổ chức, Kim Kuk-tae được bầu làm Ủy viên Bộ Chính trị Đảng Lao động Triều Tiên, Chủ tịch Ủy ban Thanh tra Trung ương Đảng Lao động Triều Tiên.
Kim Kuk-tae qua đời vào ngày 13 tháng 12 năm 2013 do chứng suy tim, hưởng thọ 89 tuổi. Ủy ban Thường vụ Hội nghị Nhân dân Tối cao và Ủy ban Trung ương Đảng Lao động Triều Tiên quyết định cử hành Quốc tang Kim Kuk-tae. Ông được chôn cất ngày 16 tháng 12 cùng năm tại Lăng viên Liệt sĩ Ái quốc (愛國烈士陵園).